# Дом купца Крюкова
Дом купца Крюкова — двухэтажное кирпичное здание в Железнодорожном районе Новосибирска, построенное в 1908 году по инициативе купца Захария Григорьевича Крюкова. Занимает угол улиц Советской и Максима Горького (ул. Советская, дом 25).
Здание является памятником истории регионального значения.

## Устройство здания и местонахождение
Г-образный двухэтажный кирпичный дом стоит на бутовом фундаменте, его подвал имеет кирпичные сводчатые перекрытия. Заканчивается здание четырёхскатной крышей.
Дом занимает угол улиц Советской и Максима Горького (ул. Советская, дом 25), выходит углом на Первомайский сквер. С южной стороны напротив бокового фасада находится здание Новосибирского гуманитарного института, западный фасад здания смотрит на дом, в котором находится Немецкий культурный центр имени Гёте.

## История здания

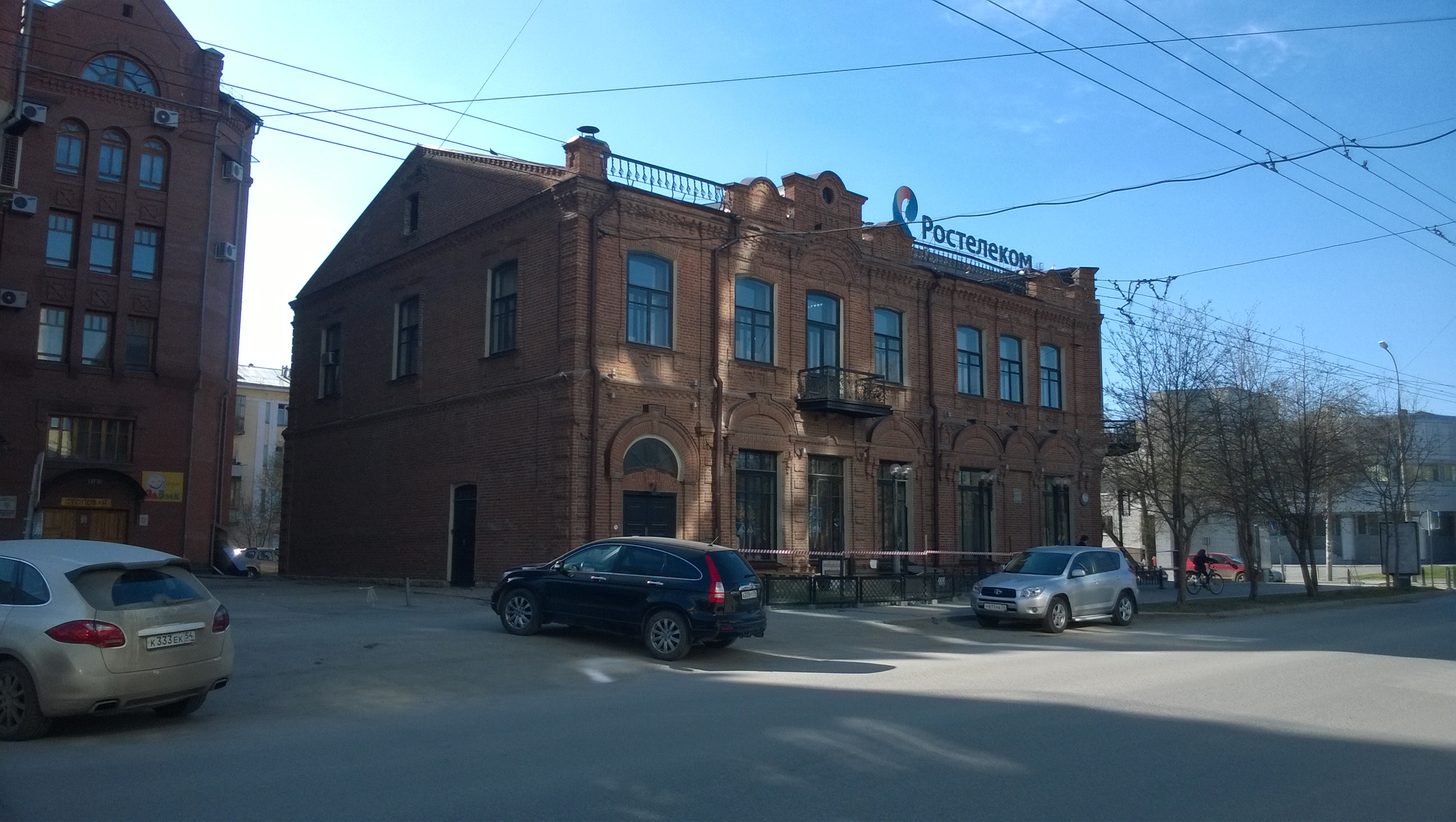
Дом купца Крюкова. Вид с Советской улицы

Подвал и первый этаж находились в распоряжении Крюкова, второй этаж был сдан им в аренду Общественному собранию Новониколаевска, которое позднее арендовало также первый этаж. На нижнем этаже находился большой зрительный зал со сценой, в этом зале владелец решил разместить кинотеатр «Одеон», не долго просуществовавший из-за конфликта с Общественным собранием.
В 1910 году Новониколаевская городская управа приняла прошение от супруги Крюкова Екатерины Ивановны о строительстве двухэтажной каменной пристройки вдоль красной линии улицы Тобизеновской (сейчас улица Максима Горького).
В 1912 году Общественное собрание закрылось, а уже в 1913 году в зале здания состоялось открытие «Гранд электротеатра "Диана"», позже переименованного Крюковым в кинотеатр «Лучший», который закрылся в 1918 году. На втором этаже расположилась гостиница.
Во время Гражданской войны в здании поочерёдно находились руководящие органы воинских частей Белой и Красной армий. С 1921 по 1923 год второй этаж занимало Сиббюро ЦК РКП(б), а первый — агитационный Театр имени Демьяна Бедного, «Клуб марксистов» и кинематограф «Художественный», закрытый 1924 году, после того, как на пересечении Красного проспекта и улицы Октябрьской появился кинотеатр «Первое Совкино».
С 1930-х годов в здании располагались воинские подразделения МВД, находившиеся здесь вплоть до 1998 года.
В настоящее время в доме располагаются ресторан La Maison и винный бутик «Кабинет».

## Интересные факты
- С 1921 по 1922 год в здании трудился Емельян Ярославский, известный деятель Коммунистической партии, идеолог и руководитель антирелигиозной политики Советского Союза.
- В 2007 году находящийся в здании ресторан La Maison посетили Владимир Путин и Нурсултан Назарбаев.